# Tổ chức Hải quan Thế giới

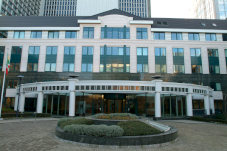
Trụ sở WCO

Tổ chức Hải quan Thế giới viết tắt tiếng Anh là WCO (World Customs Organization) là một tổ chức liên chính phủ hoạt động trong lĩnh vực bao gồm phát triển các công ước, phương tiện và công cụ quốc tế về các chủ đề như phân loại hàng hóa, định giá, quy tắc xuất xứ, thu thuế hải quan, an ninh chuỗi cung ứng, tạo thuận lợi thương mại quốc tế, chống giả mạo nhằm hỗ trợ quyền sở hữu trí tuệ (IPR, Intellectual Property Rights), cưỡng chế ma túy, buôn bán vũ khí bất hợp pháp, khuyến khích toàn vẹn, và xây dựng năng lực bền vững để hỗ trợ cải cách hải quan và hiện đại hóa .
WCO duy trì danh mục hàng hoá Hệ thống Hài hoà quốc tế (HS), và quản lý các khía cạnh kỹ thuật của các Hiệp định của Tổ chức Thương mại Thế giới (WTO) về Định giá Hải quan và Quy tắc Xuất xứ.
WCO có trụ sở tại Brussels, Bỉ .